# ハーヴェスター・オブ・ソロー
「ハーヴェスター・オブ・ソロー」 (Harvester of Sorrow) は、アメリカ合衆国のヘヴィメタル・バンド、メタリカの楽曲。この曲は、彼らの4枚目のスタジオ・アルバム『メタル・ジャスティス (...And Justice for All)』（1988年）からの最初のシングルとしてリリースされた。リリースに先立ち、ライブで最初に披露されたのは、ヴァン・ヘイレン、スコーピオンズ、ドッケン、キングダム・カムとともに出演した、1988年夏の Monsters of Rock Tour 1988 においてであった。

## シングル
シングルには、「B面」に相当する楽曲として、カバー曲が2曲、バッジーがオリジナルの「ブレッドファン (Breadfan)」とダイアモンド・ヘッドの「The Prince」が収録された。シングルの収録の際には手違いがあり、「ブレッドファン」の末尾に、歪んだ声で「Mommy, where's Fluffy?」と言う声が聞こえるが、これは実は次のトラックの「The Prince」のイントロの一部として意図されていたものだった。これが誤って不適切な場所でトラックが区切られてしまったのである。しかし、メタリカは、1998年のコンピレーション・アルバム『ガレージ・インク』にこのトラックが収録された際に、この誤りを訂正しないことを決めた。

## 内容
映画『シャイニング』から着想を得ている。父親が狂気に取り憑かれていく姿を描いており、怒りの感情で家族に虐待し、最終的には正気を失って殺害したことが示唆される。この曲は、アルバム収録曲中最も遅い部類に入る98bpmで演奏されている。グルーヴとヘヴィネスが際立つこの曲は次作『ブラック・アルバム』の重要なルーツの一つとなった。

## カバー
この楽曲は、サンフランシスコ地域を拠点とするオルタナティヴ/スカ・バンド、Link 80の2000年のコンピレーション・アルバム『Punk Goes Metal』に収録されている。アポカリプティカは、カバー・アルバム『A Tribute to the Four Horsemen』に、この曲を収録した。ドイツのエレクトロ・グループであるフンカー・フォークト (Funker Vogt) も、この曲を、トリビュート・アルバム『The Blackest Album Vol. 3』で取り上げている。
また、ビータリカはビートルズの楽曲「ヘルター・スケルター」と掛け合わせて「Helvester of Skelter」というパロディソングを発表している。

## リリース
| 地域           | 日付          | フォーマット | レーベル             |
| -------------- | ------------- | ------------ | -------------------- |
| イギリス       | 1988年8月19日 | CD、レコード | エレクトラ・レコード |
| アメリカ合衆国 | 1988年8月28日 | CD、レコード | エレクトラ・レコード |

## チャート
| チャート（1988年）                      | 最高位 |
| --------------------------------------- | ------ |
| オーストラリア (ARIAシングル・チャート) | 100    |
| アイルランド (IRMA)                     | 19     |
| イタリア (FIMI)                         | 40     |
| ニュージーランド (Recorded Music NZ)    | 30     |
| スペイン (AFYVE)                        | 11     |
| 全英シングルチャート (Official Charts)  | 20     |